# Saint-Martin-des-Plains
Saint-Martin-des-Plains är en kommun i departementet Puy-de-Dôme i regionen Auvergne-Rhône-Alpes i centrala Frankrike. Kommunen ligger i kantonen Sauxillanges som tillhör arrondissementet Issoire. År 2022 hade Saint-Martin-des-Plains 178 invånare.

## Befolkningsutveckling
Antalet invånare i kommunen Saint-Martin-des-Plains
| Referens: INSEE |